# Ansbacher Kreis

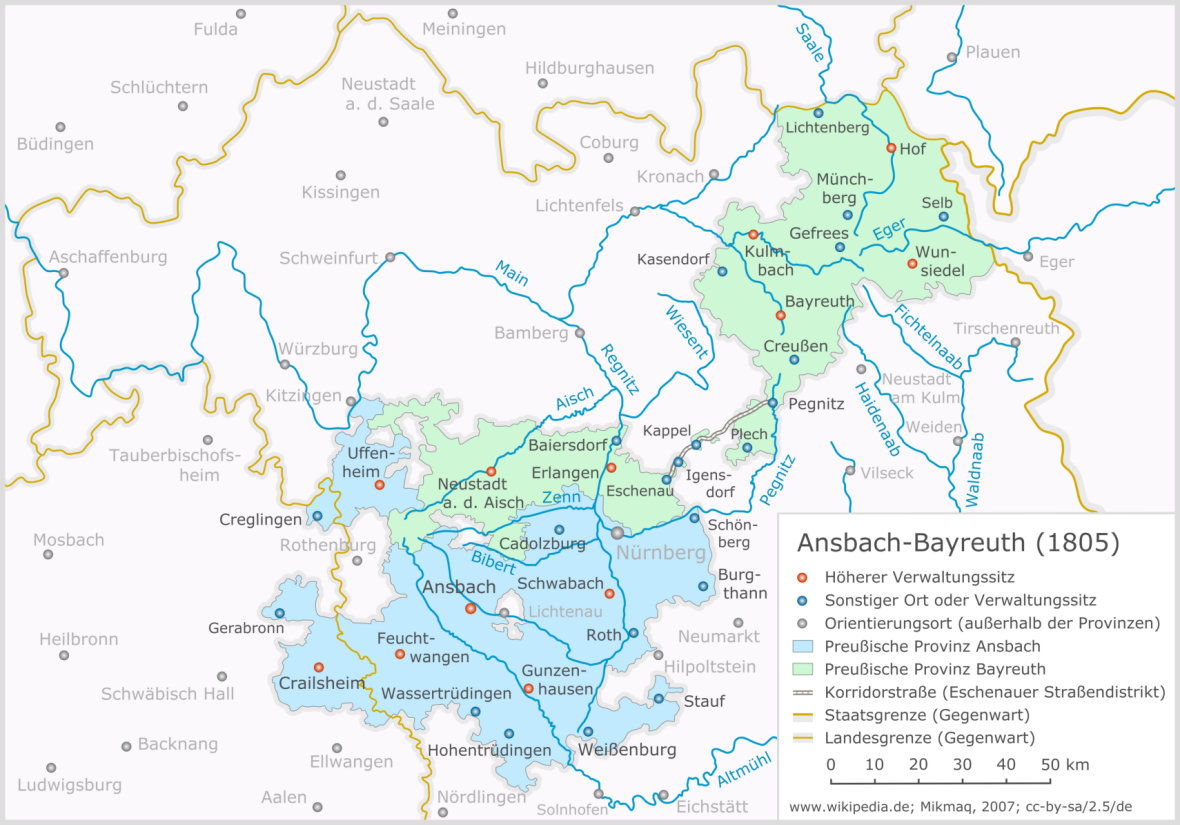
Ansbach-Bayreuth (nach territorialer Neuorganisation) im Jahr 1805

Der Ansbacher Kreis war einer von sechs Landkreisen im Fürstentum Ansbach unter preußischer Verwaltung mit Sitz in Ansbach.

## Geschichte
Der Ansbacher Kreis bestand von 1797 bis 1806. Die Kreisbehörde hatte die Bezeichnung Kreisdirektorium. Er wurde aus den Oberämtern Ansbach, Colmberg und Windsbach gebildet. Die in diesen Ämtern befindlichen Untertanen des Hochstifts Eichstätt, des Deutschen Ordens (mit Ausnahme von Virnsberg), der Reichsstadt Nürnberg, der Nürnberger Eigenherren, diverser Stiftungen und Rittergüter kamen hinzu; sie hatten teilweise Sonderrechte. Gleichzeitig wurden die ansbachischen Untertanen außerhalb der ehemaligen Oberämter an die jeweiligen Herrschaften abgetreten. 1803 wurden schließlich die eichstättischen Ämter Abenberg, Arberg-Ornbau, Wahrberg-Herrieden, Wernfels-Spalt dem Ansbacher Kreis einverleibt.
Justiz und Verwaltung wurden getrennt. An Unterbehörden gab es die Justizämter Ansbach, Leutershausen, Windsbach, die Kammerämter Ansbach, Colmberg, Windsbach, die Magistrate Ansbach, Leutershausen, Merkendorf, Windsbach und die Patrimonialgerichte Eschenbach, Eyerlohe, Frohnhof, Neuendettelsau, Obernzenn, Unternzenn, Rügland, Sommersdorf, Wiedersbach.
Die Behörden wurden zunächst vom neuen Königreich Bayern übernommen, am 1. Oktober 1808 wurden diese dann aufgehoben. An ihrer Stelle wurden die Landgerichte Ansbach, Heilsbronn und Leutershausen geschaffen, die sowohl für die Verwaltung als auch Justiz zuständig waren.

## Orte des Ansbacher Kreises

### Justiz- und Kammeramt Ansbach
Der Bezirk des Justiz- und Kammeramtes Ansbach ist weitestgehend identisch mit dem des Oberamtes Ansbach. 1801 umfasste 210 Ortschaften:
- Adelmannsiz
- Adelsdorff
- Alberndorf
- Anfelden
- Aub bey Großenried
- Aub bey Käferbach
- Aumühl bey Eyb
- Ballstadt
- Bammersdorff
- Belzmühle
- Berndorf
- Bernhardswinden
- Beutellohe
- Birkach
- Birkenfels
- Bohrsbach  und 2 Mühlen
- Brodswinden
- Bruckberg mit Mühle
- Brünst
- Buchenmühle bey Steinbach
- Bulspach und Mühle
- Burgoberbach
- Cammerforst
- Charlottenhof bey Obernzenn
- Clafheim
- Dauersmühle
- Dautenwinden
- Deßmannsdorf
- Dierbach bey Beutellohe
- Dombach im Loch
- Dornberg
- Dürersdorf
- Ebenhof
- Egenhausen
- Eglofswinden und Mühle
- Eisenmühle bey Obernzenn
- Elpersdorf
- Espach bey Weidenbach
- Eyb
- Fabrik, die Porcellan-
- Felden
- Fesenmühle
- Flachslanden
- Forst
- Frankendorf
- Frickendorf
- Frickleinsmühle bey Obernzenn
- Frizmühle
- Frohnhof
- Gaisengrund
- Galgenmühle
- Gebersdorf
- Gerersdorf und Mühle
- Glaizendorf
- Gödersklingen
- Gösselsdorf
- Götteldorf
- Gräfenbuch
- Großbreitenbronn
- Großenhaslach
- Grüb
- Haag
- Haasgang
- Hannemannsmühl bey Wörnsbach
- Haundelshofen
- Hennebach und Mühle
- Heßlabronn
- Hinterbergenweiler
- Hinterholz
- Hirschbronn
- Höfen bey Wüstenbruck
- Höfstetten bey Seebronn
- Höfstetten bey Wallersdorf und Mühle
- Hohenaub
- Höheberg
- Hohmühle
- Höllmühle
- Hummelhof
- Hürbel am Rangen
- Irrebach und Mühle
- Käferbach und Mühle
- Kaltengreuth
- Katterbach
- Keller
- Kesselhof
- Kesselmühl
- Kesselmühle bey Burgoberbach
- Kiendorf
- Kleinhabersdorf
- Kleinhaßlach
- Kleinried
- Kohlmühle bey Lehrberg
- Kolmschneidbach und Mühle
- Köttenhöfstetten
- Kugelmühle bey Rauenzell
- Külbing
- Kurzendorf bey Heßlabronn
- Kurzendorf hinter der Feuchtlach
- Laitenbuch
- Lehrberg und Mühle
- Leidendorf
- Lengenfeld
- Leonrod (nur das Jägerhaus)
- Lerchenberg
- Lerchenmühle
- Lindach
- Lockenmühle
- Louismühle
- Lügenbach
- Mainhardswinden
- Mettlachsmühle
- Mittelbach
- Mitteldachstetten
- Mittelmühle bey Bruckberg
- Mittelmühle bey Großhaslach
- Möckenau
- Moratneustetten
- Nehedorf
- Neumühle bey Bruckberg
- Neumühle bey Weiherzell
- Neunbronn
- Neundorf und Mühle
- Neunkirchen bey Katterbach
- Neunkirchen bey Lengenfeld
- Neuses bey Ansbach
- Neuses bey Burgoberbach
- Neustetten an der Altmühl
- Niederdombach
- Niederoberbach
- Oberaichenbach
- Oberdachstetten
- Oberdautenwinden
- Oberdombach
- Oberheßbach
- Oberndorf bey Ohrenbau
- Obernzenn
- Oberramersdorf
- Obersulzbach
- Papiermühle bey Weihenzell
- Petersdorf
- Pfaffenkreuth
- Rangenmühle
- Razenwinden mit Oberer und Unterer Walkmühle
- Rauenzell
- Reckersdorf mit der Mühle
- Reisach bey Sommersdorf
- Rohrmühle
- Rös
- Rosenbach
- Rosenberg
- Röshof
- Rüdern
- Rügland und Mühle
- Ruppersdorf und Mühle
- Sankt Salvator bey Rauenzell
- Schaafhof bey Vestenberg
- Schallhausen und Mühle
- Scheermühle
- Schmalach
- Schmallnbach und Mühle
- Schmallnbachshof
- Schochenmühle
- Schönbronn
- Schrecken- oder Pulvermühle bey Lehrberg
- Seebronn
- Seemühl bey Lehrberg
- Silbermühle
- Sommersdorf
- Spielberg
- Steinbach bey Alberndorf und 2 Mühlen
- Steinbach bey Bruckberg
- Steinbach bey Espach
- Steinersdorf
- Stockheim
- Strüth
- Thürndorf
- Tiefenthal
- Triesdorf
- Unteraichenbach und Mühle
- Unterdautenwinden und Mühle
- Unterheßbach und Mühle
- Untermühle bey Großenhaslach
- Unternbibert mit Äußere und Untere Mühle
- Unternzenn
- Untersulzbach
- Urphershofen
- Vestenberg mit Mühle
- Voggenhof bey Ansbach
- Voggenmühle bey Ansbach
- Walkmühle (Lehrberg) oder Walkmühle (Ansbach)
- Wallersdorf
- Wasserzell und Mühle
- Warzfelden mit Mühle
- Weidenbach
- Weihenzell
- Weiherschneidbach mit Mühle
- Weinberg
- Weisbachsmühle
- Wengenstadt
- Wernspach
- Wessachshof
- Winckel
- Winterschneid- oder Wintischnaitbach
- Wippern- oder Wickendorf
- Wolfertswinden
- Wullendorf
- Wüstenbruck
- Wüstendorf bey Großhaslach und Mühle
- Wustendorf bey Wörnsbuch
- Zailach
- Zellrüglingen
- Ziegelhütte bey Ansbach
- Ziegelhütte bey Lehrberg

### Justizamt Leutershausen und Kammeramt Colmberg
Der Bezirk des Justizamtes Leutershausen und Kammeramtes Colmberg ist weitestgehend identisch mit dem des Oberamtes Colmberg. 1801 umfasste er 82 Orte:
- Aidenau
- Auerbach oder Auerbruch
- Bauzenweiler
- Bebersbach
- Bieg
- Binzwang
- Brunst
- Buch
- Büchelberg
- Burkenmühle
- Clonspach
- Colmberg
- Dietenbronn
- Dornhausen
- Eckartsweiler
- Ehren- oder Büttnersdorf
- Eichholz
- Erlach
- Erlbach
- Eyerlohe
- Frommetsfelden
- Froschmühle
- Gagesmühle
- Gastenfelden
- Geslau
- Göringsheim und Mühle
- Gunzendorf
- Guttenhard
- Hagenau
- Hainhof
- Hannenbach
- Hetzweiler
- Höchstetten
- Höfen oder Alzenhofen
- Holzmühle
- Hundshof
- Hürbel am Wald
- Jochsberg
- Kadolzhofen
- Kausenmühle bey Windelsbach
- Kleinmühle
- Kreßenhöfe
- Kreuth
- Lauten- oder Lauterbach
- Leiboldsberg
- Lenzersdorf
- Leutershausen
- Leymühle
- Meuchlein
- Mittelramstadt
- Morlizwinden
- Oberbreitenau
- Oberfelden
- Oberhegenau
- Obermühle
- Oberndorf
- Oberramstadt
- Pfezendorf
- Rammersdorf
- Rauenbuch
- Reinswinden
- Röttenbach
- Rufenmühle
- Sachsen
- Schwabsroth
- Schwand
- Simonsmühle
- Steinach
- Steinbächlein
- Steinberg
- Stettberg
- Unterbreitenau
- Unterfelden
- Unterhegenau
- Untreumühle bey Jochsberg
- Weihersmühle
- Weisenmühle
- Weißenkirchberg
- Wiedersbach
- Windelsbach
- Winden
- Zweifling

### Justiz- und Kammeramt Windsbach
Der Bezirk des Justiz- und Kammeramtes Windsbach ist weitestgehend identisch mit dem des Oberamtes Windsbach. 1801 umfasste er 97 Orte:
- Adelmannsdorf
- Aich
- Altendettelsau
- Bachmühle
- Barthelmesaurach
- Bechhofen
- Beerbach
- Berghof
- Bertolsdorf und Mühle
- Betzmannsdorf
- Birckhof
- Bitterbach
- Böllersmühle
- Bremenhof
- Brunn
- Dannhof
- Dürrenhof und Mühle
- Dürrenmungenau und Mühle
- Ebersbach
- Elpersdorf
- Eschenbach
- Fröschmühle
- Geichsenhof
- Geichsenmühle
- Gerbersdorf
- Gersbach
- Gödelsdorf mit Mühle
- Haabenhof
- Haag
- Haasenmühle
- Hammerschmiede
- Haselmühle
- Heglau
- Heilsbronn
- Hergersbach
- Hirschlach
- Holzmühle
- Ismannsdorf
- Jacobsruh
- Kapsdorf
- Keeshof
- Keettelsdorf
- Kettersbach
- Kirschendorf
- Kitschendorf
- Klappermühle
- Kugelmühle
- Lanzendorf
- Leiperslohe
- Mausendorf
- Mausmühle
- Merkendorf
- Mildach
- Mitteleschenbach
- Mosbach
- Münchzell
- Neumühle bey Mildach
- Neuses bey Triesdorf
- Neuses bey Windsbach und Mühle
- Petersaurach
- Pflugsmühle
- Reut
- Reutern
- Rezendorf
- Rudelsdorf
- Sauernheim
- Schlauersbach und Mühle
- Schwalbenmühle
- Seelgenstadt
- Seitendorf
- Speckheim  und Mühle
- Spiegelhof und Mühl
- Steinhof
- Steinmühl
- Suddersdorf
- Trackenhöfstett
- Triebendorf
- Untereschenbach mit Mühle
- Utzenhof und Mühle
- Veitsaurach
- Walckenmühle
- Wassermungenau
- Wazendorf
- Wazendorf bey Eschenbach
- Weisenbronn
- Weiterndorf
- Weltendorf (zum Teil)
- Wernspach
- Wernspachermühle
- Wicklesgreuth
- Windsbach
- Winkelhaid
- Winterhof
- Wolfsau
- Wollersdorf
- Ziegelhütte bey Heilsbronn
- Ziegendorf